# Albiorix chilensis
Espèce
Synonymes
- Ideobisium chilense Ellingsen, 1905

Albiorix chilensis est une espèce de pseudoscorpions de la famille des Ideoroncidae.

## Distribution
Cette espèce est endémique du Chili. Elle se rencontre dans les régions de Santiago et de Valparaíso.

## Description
L'holotype mesure 4 mm.
Les mâles mesurent de 3,14 à 3,39 mm et la femelle 4,37 mm.

## Systématique et taxinomie
Cette espèce a été décrite sous le protonyme Ideobisium chilense par Ellingsen en 1905. Elle est placée dans le genre Dinoroncus par Beier en 1931 puis dans le genre Albiorix par Mahnert en 1984.

## Étymologie
Son nom d'espèce, composé de chil[e] et du suffixe latin -ensis, « qui vit dans, qui habite », lui a été donné en référence au lieu de sa découverte, le Chili.

## Publication originale
- Ellingsen, 1905 : On some pseudoscorpions from South America in the collection of Prof. F. Silvestri. Zoologischer Anzeiger, vol. 29, p. 323-328 (texte intégral).